# Arnstein Arneberg
Arnstein Rynning Arneberg (6. července 1882 Fredrikshald – 9. června 1961 Biri) byl norský architekt. Stal se vůdčí osobností své generace a jeho tvorba se vyvíjela od monumentálního národního romantismu k funkcionalismu.

## Vzdělání
Vystudoval Státní akademii uměleckých řemesel v Oslu a Královský technologický institut ve Stockholmu, kde byl jeho učitelem Erik Lallerstedt. Pracoval pro architekta Alfreda Christiana Dahla a v roce 1908 otevřel vlastní studio. Patřil do okruhu vlasteneckých umělců soustředěných v rezidenční oblasti Lysaker.

## Tvorba
Jeho nejznámějšími projekty jsou radnice v Oslu a sídlo společnosti Telenor, na nichž spolupracoval s Magnusem Poulssonem. Podílel se také na renovaci královské rezidence Skaugum, katedrály v Oslu a pevnosti Akershus. Byl oceňovaným autorem sakrální architektury, např. chrámu norských námořníků v Rotterdamu nebo vesnických kostelů pro Voldu v Sunnmøre a Bjerkvik a Skjerstad v Nordlandu. Navrhl také budovu muzea vikingských lodí na poloostrově Bygdøy, vilu Elsero pro majitele továrny na rybářské háčky Wilhelma Mustada, základní školu Brandengen v Drammenu, nádražní budovu v Dovre a Park Hotel v Sandefjordu. Významnou Arnebergovou prací v interiéru je zasedací sál Rady bezpečnosti OSN v New Yorku.

## Ocenění
Za své dílo získal Řád svatého Olafa, Medaili svatého Hallvarda a Řád polární hvězdy. Na jeho počest se od roku 2008 uděluje architektonická Cena Arnsteina Arneberga.

## Rodina
Byl zetěm spisovatele Olafa Skavlana. Jeho bratr Eilif Arneberg byl rovněž architektem, společně provozovali statek nedaleko Bærumu.

## Galerie

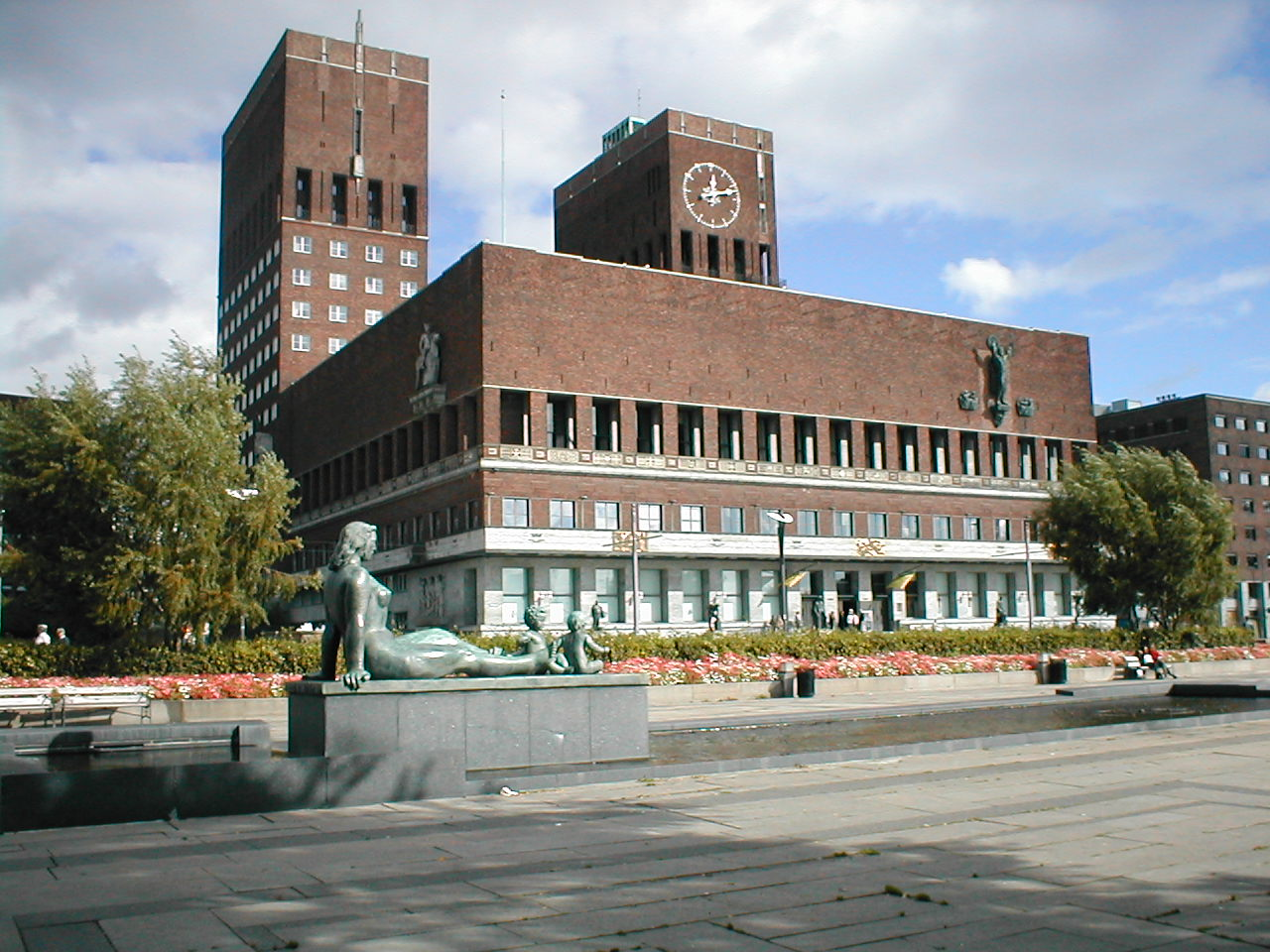
Radnice v Oslu
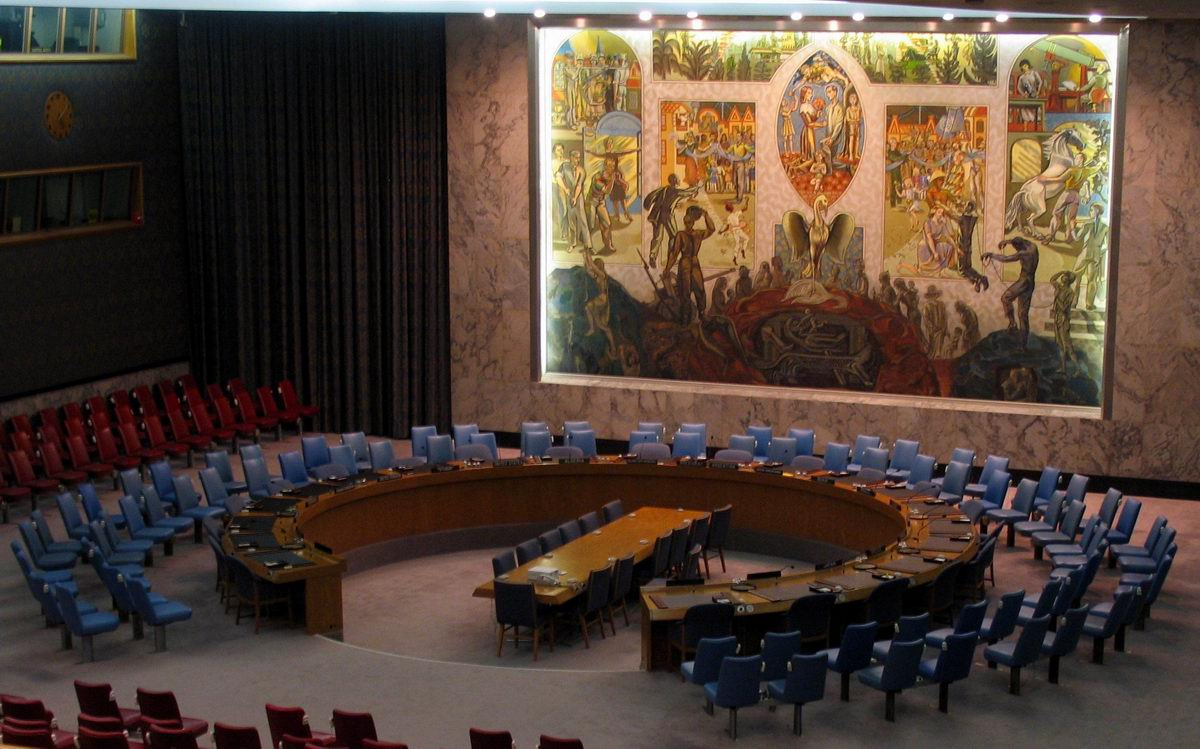
Interiér Rady bezpečnosti
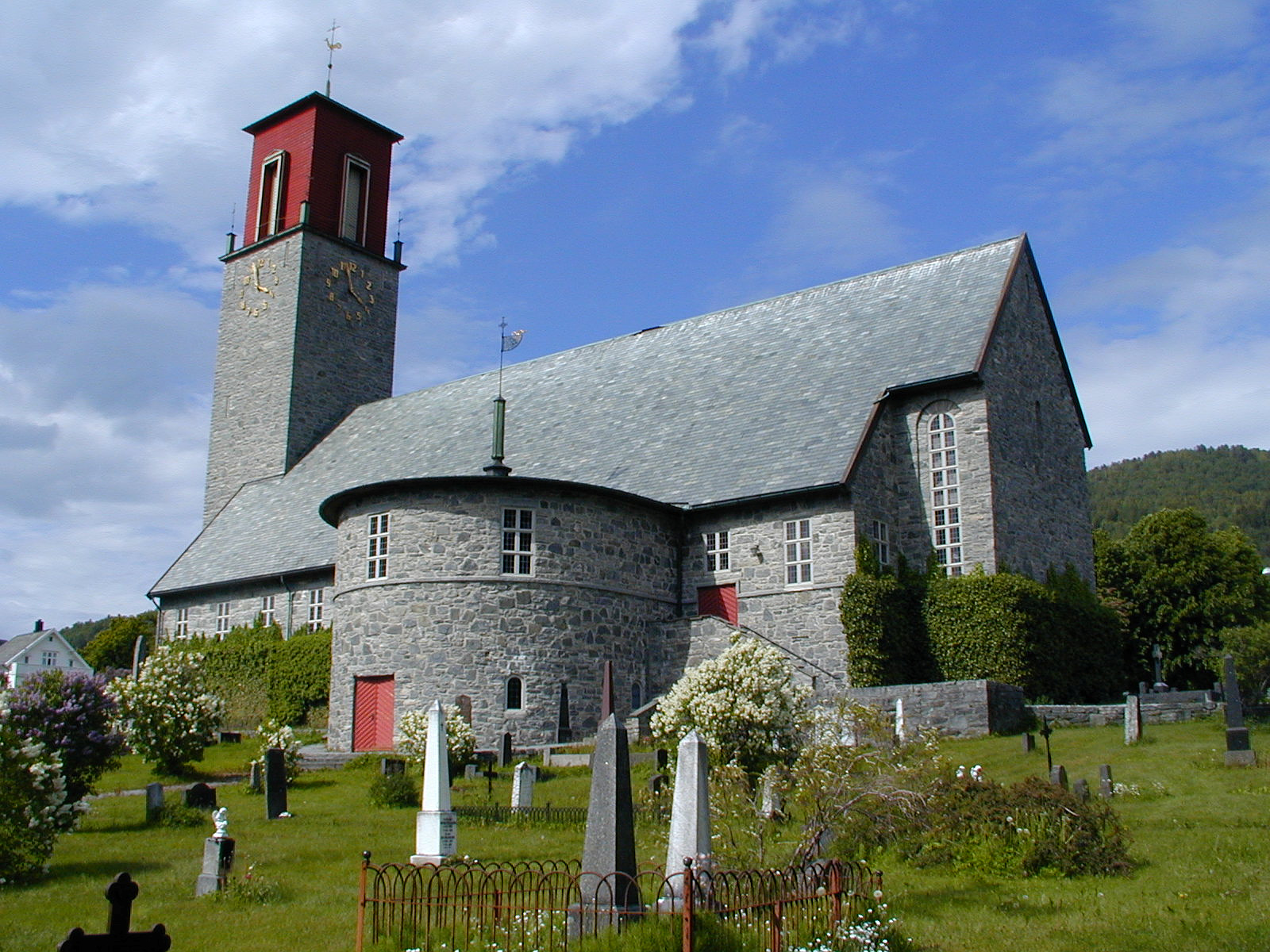
Kostel ve Voldě
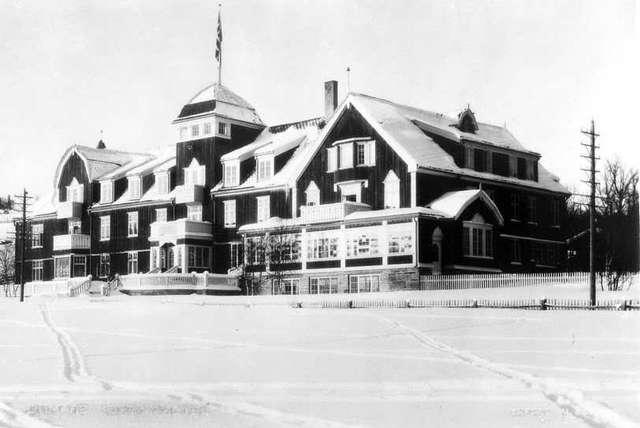
Hotel v Dombaasu (vyhořel 2007)
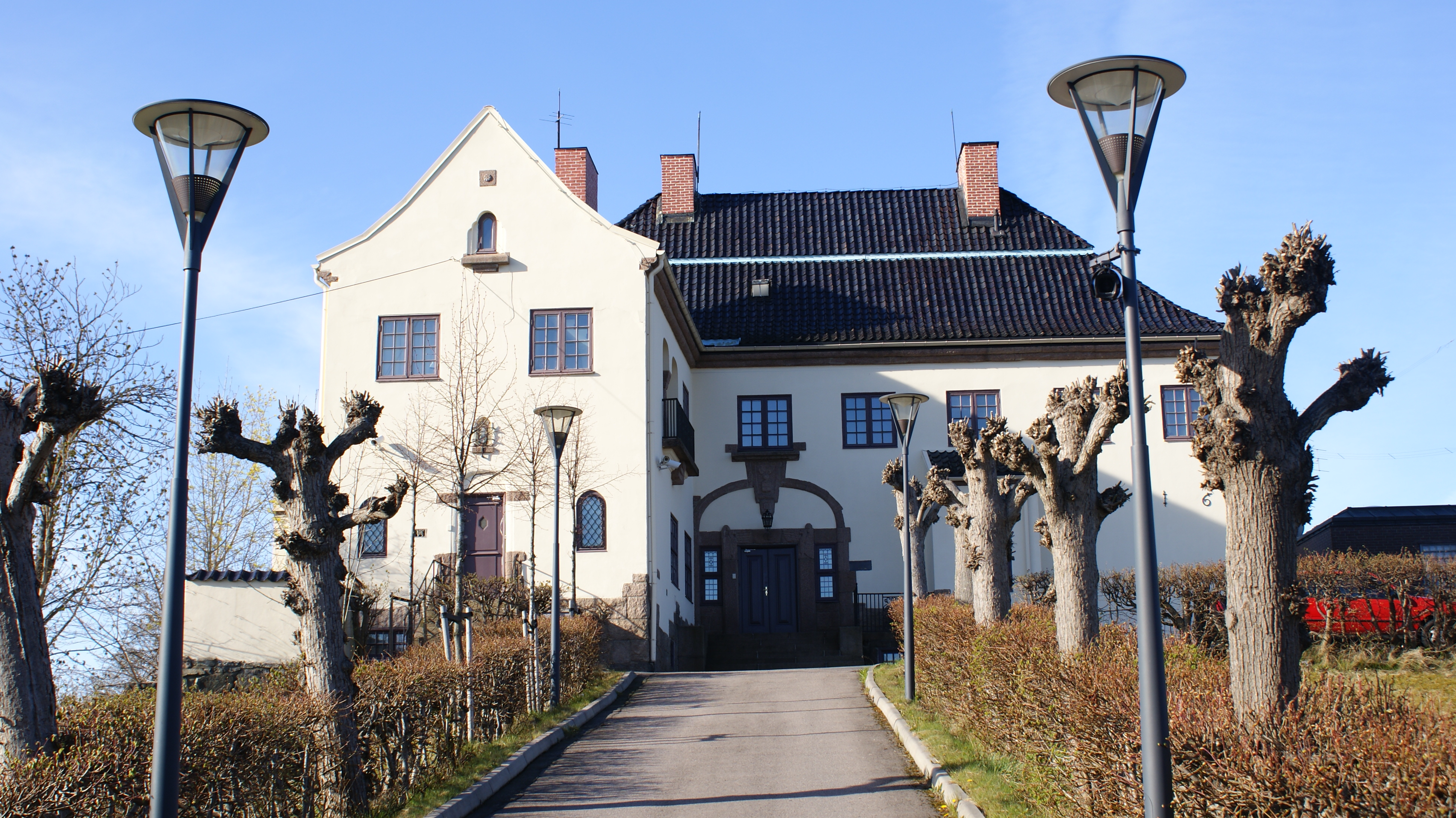
Čínské velvyslanectví v Oslu